# Gare de Bambois
La gare de Bambois, dite aussi Bambois-plage, est une halte ferroviaire belge, fermée, de la ligne 150, de Tamines à Anhée. Elle est située dans quartier Point-d'arrêt du hameau Bambois, sur le territoire de la commune de Fosses-la-Ville, en Région wallonne, dans la province de Namur.
C'est un arrêt non géré, lorsqu'elle est mise en service en 1897 par les Chemins de fer de l'État belge. Puis, l'affluence de vacanciers allant au site de loisirs de l'étang de Bambois nécessite la présence de personnel. Cette halte est fermée lors de l'arrêt du service des trains de voyageurs sur la ligne, en 1962.

## Situation ferroviaire
Établie à 234 mètres d'altitude, la halte de Bambois est située au point kilométrique (PK) 13,30 de la ligne 150, de Tamines à Anhée, entre les gares de Fosses-la-Ville et de Saint-Gérard.

## Histoire
Le point d'arrêt de Bambois est ouvert le 1er mai 1897 par les Chemins de fer de l'État belge, pour desservir l'étang de Bambois, unique lieu de villégiature et de loisirs de la région. Ce point d'arrêt, non surveillé, doit être géré depuis la gare de Fosses-la-Ville, mais, les prévisions du nombre de voyageurs pouvant l'utiliser étant élevées, il est prévu que le personnel présent dans le train puisse vendre des billets.
Le 1er mars 1901, le point d'arrêt change de statut : il passe de non surveillé à une halte surveillée. Fermée pendant la Première Guerre mondiale, la halte est rouverte lors de la reprise des circulations après la fin du conflit. En 1925, une deuxième voie est posée sur la plateforme, sur la section qui passe par le point d'arrêt. Après la Seconde Guerre mondiale, le lac, avec sa plage artificielle, devient un but touristique et de loisir ; en 1990, le journaliste Jean Gois relate la fréquentation de la halte dans un article du journal Le Soir.
« Le lac de Bambois, que certains appellent encore « li grand vévi » — le grand vivier —, fut, vers les années 60, la plus belle expression du tourisme populaire qu'il soit possible d'imaginer. Sa rive nord était gonflée d'une épaisse couche de sable qui transformait le secteur en « Bambois-plage ». Des trains spéciaux, au départ de la gare de Charleroi, y déversaient les voyageurs à la mini-gare de l'endroit, un point d'arrêt presque de légende. Mais l'élévation du niveau social fit capoter cette initiative. »
La halte de Bambois est définitivement fermée le 30 septembre 1962, lors de l'arrêt des circulations des trains de voyageurs entre les gares de Tamines et Ermeton, et la remise à voie unique de la ligne avec la dépose de la deuxième voie.

## Patrimoine ferroviaire
Depuis la fin des circulations, l'emplacement de la deuxième voie est aménagée en RAVeL, entre les anciennes gares d'Aisemont et d'Anhée.
La voie qui relie l'emplacement de l'ancien arrêt avec la rue du Grand Étang a été nommée rue du Point d'Arrêt.